# سیارک ۱۵۳۵۰
سیارک ۱۵۳۵۰ (به انگلیسی: 15350 Naganuma، نامگذاری:1994VB2) پانزده هزار و سیصد و پنجاهمین سیارک کشف شده‌است که در ۳ نوامبر ۱۹۹۴ کشف شد.
قدر مطلق سیارک برابر ۱۳٫۹۰ است.